# Samuel Jessurun de Mesquita
Samuel Jessurun de Mesquita (Amsterdam, 6 giugno 1868 – Auschwitz, 11 febbraio 1944) è stato un pittore e incisore olandese noto per le sue xilografie e litografie.

## Biografia
Samuel Jessurun de Mesquita nacque da una famiglia ebrea residente ad Amsterdam. Suo padre, un insegnante di ebraico e tedesco in una scuola secondaria, morì quando Samuel, aveva cinque anni. Nel 1889, ottenne il diploma di insegnante, che gli avrebbe poi consentito di mantenere la famiglia. Successivamente inizia a disegnare, litografie, xilografie, ex libris e batik.
Nel 1902 fu nominato insegnante alla Kunstnijverheidsschool di Haarlem ove rimase fino al 1926.
Ebbe fra i suoi allievi Maurits Cornelis Escher. Nel 1933 accettò un incarico come docente presso l'Accademia di Belle Arti.

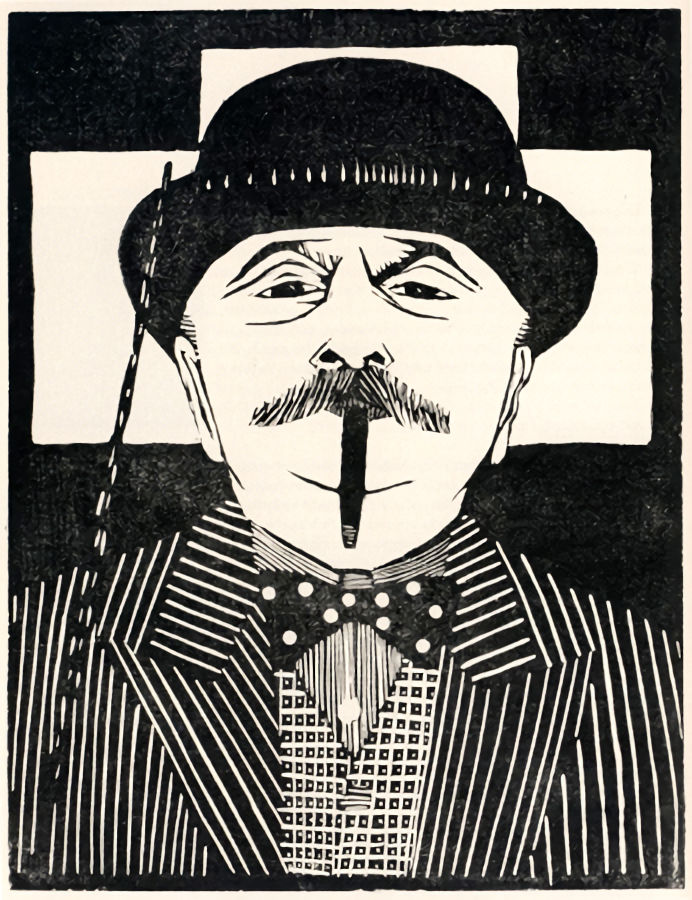
autoritratto del 1935

Tra le opere più belle di de Mesquita ci sono i suoi ritratti, in particolare i suoi autoritratti. Con l'invasione dei Paesi Bassi da parte della Germania nazista nel maggio 1940, de Mesquita, già in cattive condizioni di salute, fu costretto a condurre una vita appartata, limitando il suo lavoro in gran parte agli schizzi.
Nell'inverno del 1944, il 31 gennaio o il 1 febbraio, le forze di occupazione tedesche entrarono nella casa della famiglia de Mesquita a Watergraafsmeer, e arrestarono lui, sua moglie Elisabetta e il loro unico figlio Jaap. Trasportati nel campo di concentramento di Auschwitz, Samuel Jessurun ed Elisabetta furono condotti alle camere a gas pochi giorni dopo il loro arrivo l'11 febbraio. Jaap morì nel campo di concentramento di Theresienstadt il 20 marzo. Escher e alcuni amici di Jaap riuscirono a salvare alcune delle opere che erano rimaste nella casa de Mesquita.